# Abrochia sanguiceps
Abrochia sanguiceps là một loài bướm đêm thuộc phân họ Arctiinae, họ Erebidae.